# Den gröna strålen
Den gröna strålen (franska: Le Rayon vert) är en fransk dramafilm från 1986 i regi av Éric Rohmer och med Marie Rivière i huvudrollen. Handlingen följer en ung kvinna som efter ett avslutat förhållande tillbringar sommaren i vantrivsel över den moderna världens brist på starka mänskliga relationer. Titeln är tagen från Jules Vernes roman Gröna strålen, som diskuteras i filmen. Det är den femte filmen i sviten "comédies et proverbes", "komedier och ordspråk", som består av sex stycken filmer från 1980-talet.
Filmen tävlade vid filmfestivalen i Venedig 1986 där den vann Guldlejonet, FIPRESCI-priset samt det katolska OCIC-priset. Den släpptes på fransk bio 3 september 1986.

## Medverkande
- Marie Rivière som Delphine
- Vincent Gauthier som Vincent, möbelsnickaren
- Rosette som väninnan i Cherbourg, Françoise
- Béatrice Romand som  Béatrice
- Carita som Lena, svenskan
- Lisa Hérédia som Manuella